# ألان جاي قاولد
ألان جاي قاولد (بالإنجليزية: Alan J. Gould)‏ هو صحفي أمريكي، ولد في 30 يناير 1898 في فيلادلفيا في الولايات المتحدة، وتوفي في 21 يونيو 1993 في فيرو بيتش ‏ في الولايات المتحدة.